# 리투아니아 철도

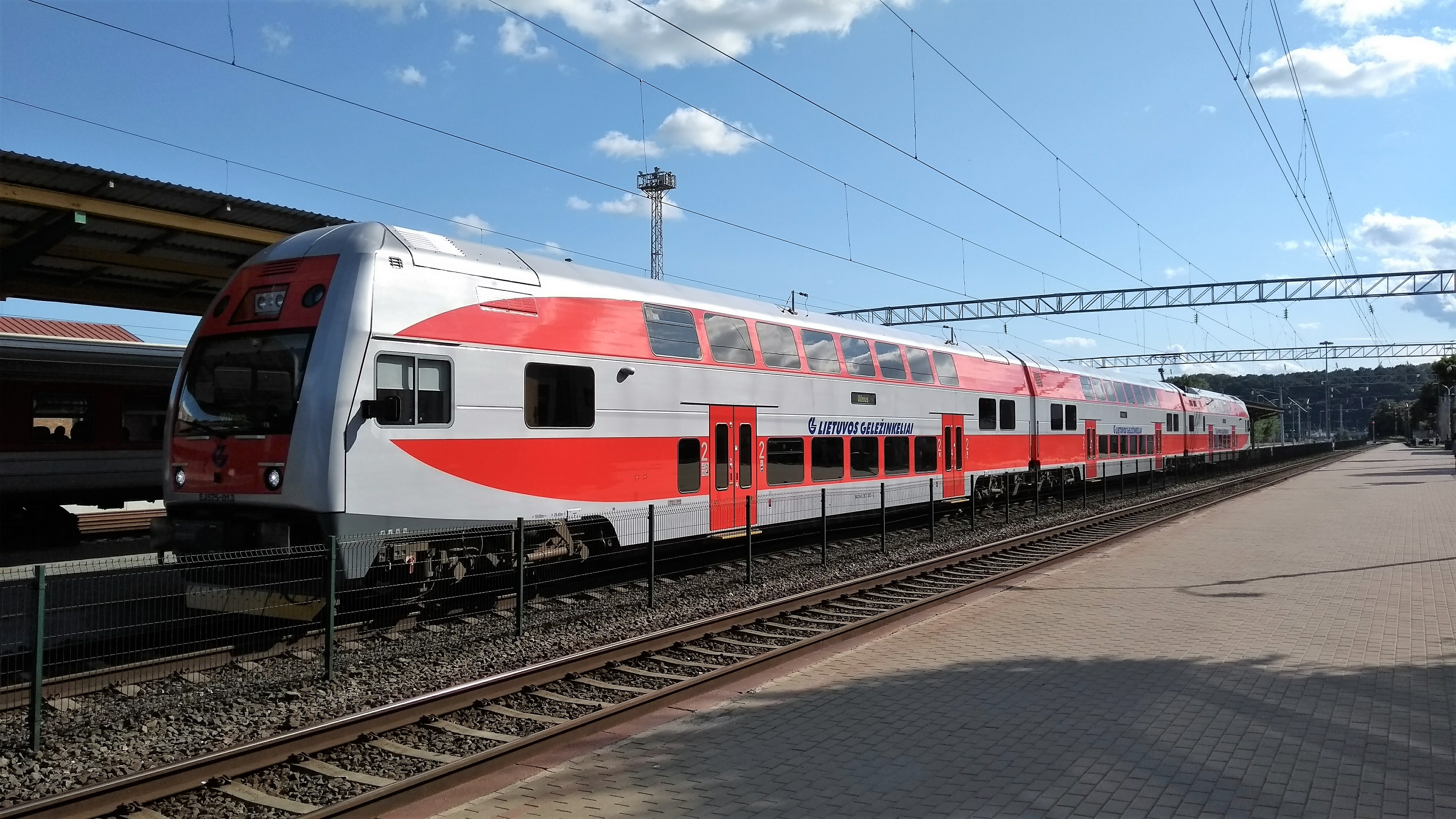

리투아니아 철도(Lietuvos geležinkeliai, LTG)는 리투아니아의 국유 철도 기업이다. 리투아니아 철도망 대부분을 운영한다.
2020년 리투아니아 철도는 3,340,000명의 승객과 53,400,000톤의 화물을 수송했다. 석유와 비료가 주요 수송 화물 품목이다.